# Wydorowo
Wydorowo (prononciation : [vɨdɔˈrɔvɔ]) est un village polonais de la gmina de Śmigiel dans le powiat de Kościan de la voïvodie de Grande-Pologne dans le centre-ouest de la Pologne.
Il se situe à environ 5 kilomètres au sud de Śmigiel (siège de la gmina), à 16 kilomètres au sud-ouest de Kościan (siège du powiat) et à 55 kilomètres au sud-ouest de Poznań (capitale régionale).
Le village possédait une population de 204 habitants en 2009.

## Histoire
De 1975 à 1998, le village faisait partie du territoire de la voïvodie de Leszno.

Depuis 1999, Wydorowo est situé dans la voïvodie de Grande-Pologne.